# Équipe d'Occitanie de rugby à XV
L'équipe d'Occitanie de rugby à XV est une sélection de joueurs d'Occitanie de rugby à XV. Placée sous l'égide de la Ligue régionale Occitanie de rugby, le premier match international se déroule le 16 novembre 2019.

## Historique

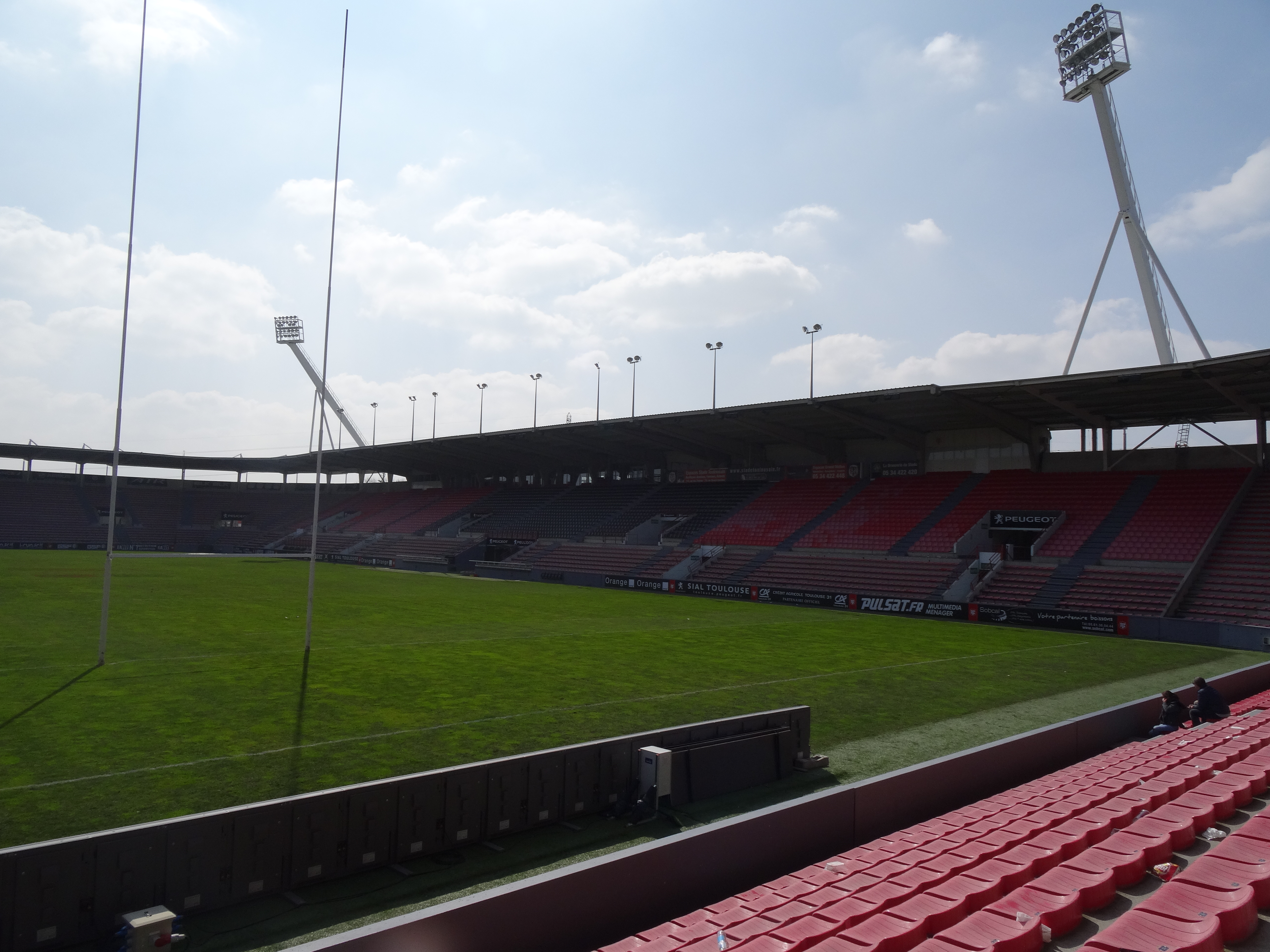
Le stade Ernest-Wallon.

En septembre 2019, la Ligue régionale Occitanie de rugby annonce l'organisation de rencontre amicale opposant l'Espagne à une sélection de joueurs professionnels issus du Top 14 et de Pro D2, mais également de Fédérale 1.
La sélection masculine est dirigée par trois anciens internationaux qui ont effectué l'essentiel de leur carrière en Occitanie : Émile Ntamack, manager de la formation du Stade toulousain, Christian Labit, manager de l'US Carcassonne et David Marty, entraîneur des espoirs de l'USA Perpignan.
Les joueurs sélectionnables, sont ceux évoluant dans les clubs de la région Occitanie (et non de l'Occitanie en tant qu'espace culturel et linguistique). Les clubs professionnels du Stade toulousain, Montpellier HR, Castres olympique, Béziers, Perpignan, Colomiers, Carcassonne et Montauban mettent à la disposition des sélectionneurs trois ou quatre joueurs.
Le match se déroule le 16 novembre 2019, au stade Ernest-Wallon à Toulouse. Une rencontre féminine similaire se déroule égalemet. 

## Matchs
| No | Date             | Lieu                          | Opposition          | Score   | Rapport |
| -- | ---------------- | ----------------------------- | ------------------- | ------- | ------- |
| 1  | 16 novembre 2019 | Stade Ernest-Wallon, Toulouse | Occitanie - Espagne | 12 - 17 | Rapport |